# 密蔵院 (愛知県美浜町)

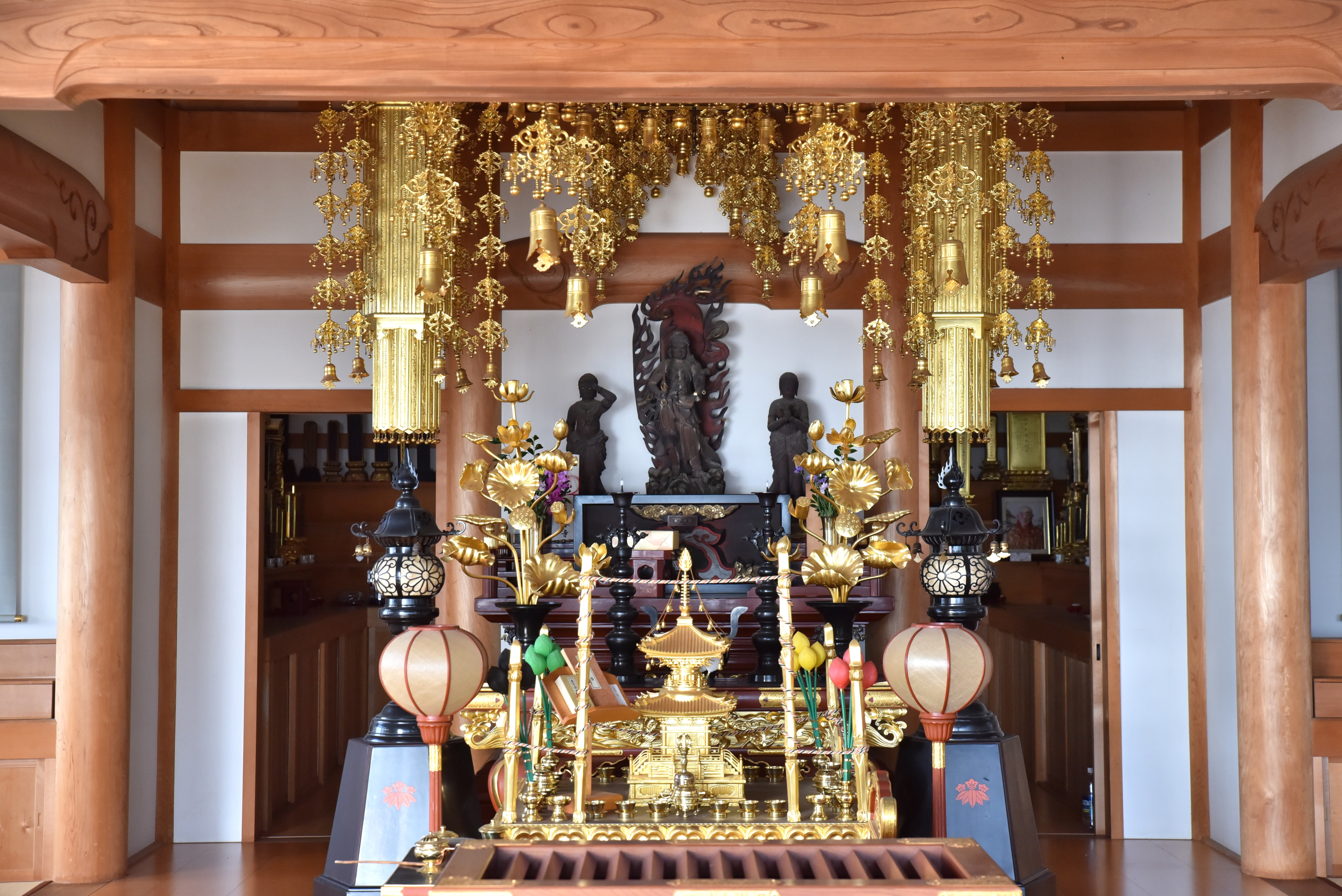
本尊不動明王像

密蔵院（みつぞういん）は、愛知県知多郡美浜町にある真言宗豊山派の寺院。山号は鶴林山。知多四国霊場第52番札所。

## 由緒
承暦年間、白河天皇の勅願寺として建立された大御堂寺14坊の一つとして創建された。創建当時は「宝乗坊」と号していたが、宝暦年間に密蔵院と改めている。本尊は鎌倉時代に作られた不動明王で、盗難除けにご利益があるとされる。1611年、徳川家康より大御堂寺一山に250石を下されたが、そのうち25石を拝領した。堂宇は度々焼失し、本堂は江戸時代初期に再建されたが、1998年（平成10年）に新築された。